# Francos sálios

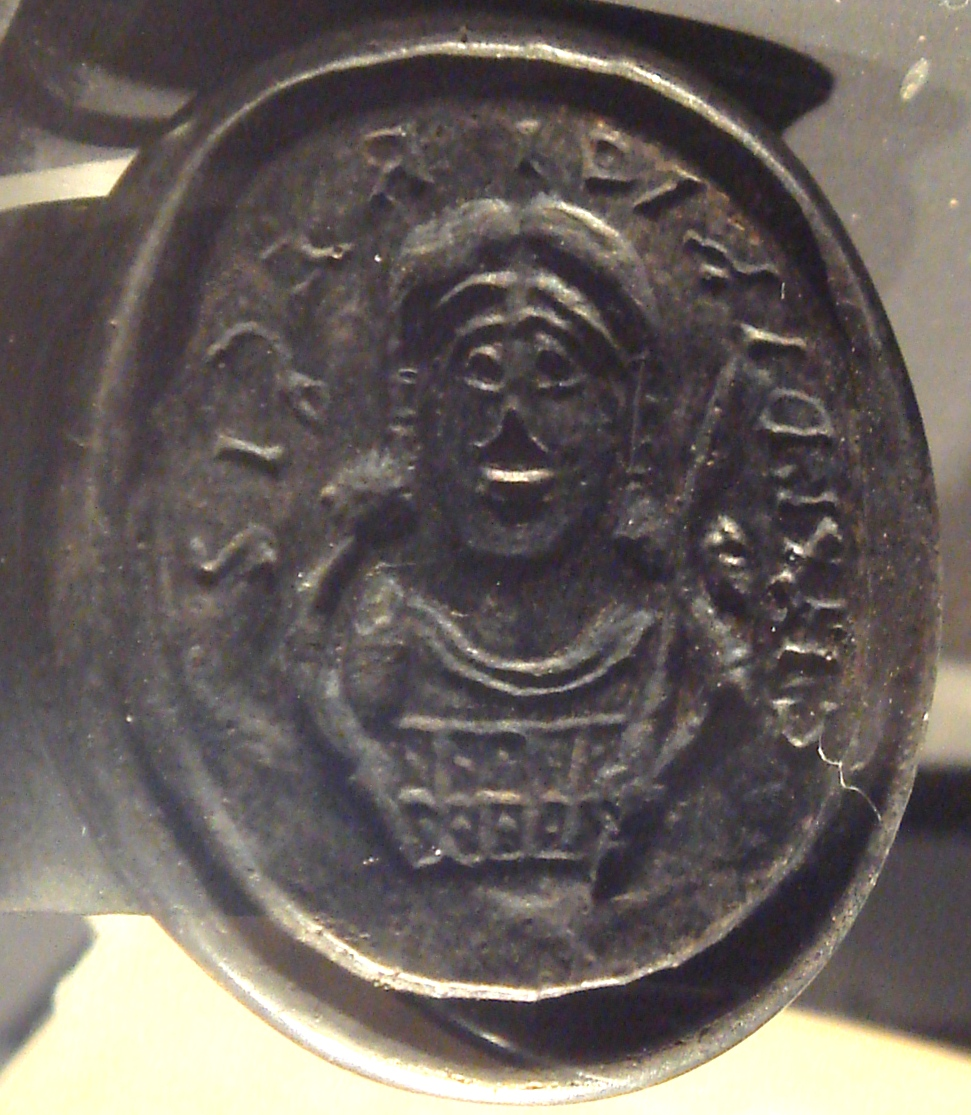
Anel com sinete de Quilderico I, rei dos francos sálios de 457 a 481. Inscrição CHILDERICI REGIS ("de Quilderico o rei"). Encontrado em sua tumba em Tournai, agora no Monnaie de Paris.

Os francos sálios eram um subgrupo dos antigos francos que originalmente vivia ao norte das fronteiras do Império Romano, na área costeira acima do Reno no norte dos atuais Países Baixos, onde hoje ainda há uma região chamada Salland.
Os reis merovíngios, responsáveis pela conquista da Gália, eram de ascendência sália.
Do século III em diante, os francos sálios aparecem nos registros históricos como um povo guerreiro germânico e piratas, assim como laeti (aliados dos romanos). Eles foram a primeira tribo germânica vinda de fora das fronteiras que se estabeleceu permanentemente em terra romana.
Os sálios adotaram completamente a identidade franca e cessaram de aparecer com seu nome original a partir do do século V, quando eles transformaram-se em os francos por excelência.
Isto ocorreu muito tempo antes que os francos ripuários fossem mencionados pela primeira vez. A Lex Ripuaria, que se originou por volta de 630 nos arredores de Colônia, tem sido descrita como um desenvolvimento posterior das leis francas conhecidas a partir da Lex Salica. Ao contrário da opinião popular, não havia divisão dos francos entre sálios e ripuários.

## Etimologia
A partir do início do século VII, o nome francos sálios (ou salii em latim) é usado em contraste aos francos ripuários. Salii deve ser derivado do nome da região medieval alagadiça de Sall zee, próxima ao Zuiderzee, ou do Issel, antes chamado Hisloa ou Hisla e de forma mais antiga de Sala, indicando esta região como a residência original dos sálios. Até hoje esta região é chamada Salland. O nome pode eventualmente ser uma referência ao sal e, por extensão, ao mar, referindo-se a localização costeira.

## Cultura
A língua dos francos sálios, a língua frâncica, pertence à família dos dialetos baixos francônios (além de ser ancestral da mesma).
Os francos sálios são um dos povos fundadores da antiga cultura e da sociedade neerlandesa (junto com, por exemplo, frísios, batavos e saxões). De acordo com pesquisadores modernos como Robinson, sua língua evoluiu do francônio para o neerlandês. Após se estabelecer dentro do território romano, eles desenvolveram uma sociedade organizada que cultivava a terra e que não oferecia qualquer ameaça aos seus vizinhos romanos.
As tribos sálias constituíam uma confederação livre, que se ergueu unida para negociar com a autoridade romana. Cada tribo era composta de grupos familiares estendidos, reunidos em volta de uma família em particular, vista como especialmente renomada e nobre. A importância de tal ligação familiar era deixada clara na Lei Sálica, que decretava que um indivíduo não tinha direito a proteção caso ele não pertencesse a uma família.

### Mitologia e religião
A mitologia antiga e a religião eram pagãs e germânicas nas suas naturezas. Suas crenças politeístas floresceram entre os francos sálios até a conversão de Clóvis ao Cristianismo. Após isso, o paganismo foi encolhendo lentamente.

## História
A proximidade original dos francos sálios ao mar é confirmada nos primeiros registros históricos.
Por volta de 286, o comandante militar romano Caráusio foi encarregado de defender o litoral do estreito de Dover contra piratas saxões e francos. Isto mudou quando os saxões os conduziram para o sul dentro de território romano.
Entre outros, sua história é confirmada por Amiano Marcelino e Zósimo, que descreveram suas migrações em direção ao sul dos Países Baixos e da Bélgica. Eles inicialmente cruzaram o Reno durante as revoltas romanas e subsequente penetração germânica em 260 d.C. Quando a paz retornou, o imperador romano Constâncio Cloro permitiu que os sálios se estabelecessem em 297 entre os batavos, onde eles logo dominaram a ilha batava no delta do Reno. Não se sabe se este povo foi obrigado a servir o exército romano como os batavos antes deles ou se para eles foi determinado outro território próximo ao mar Negro, porque assim as origens dos francos marítimos, cuja história fora escrita durante o reinado do imperador Probo (276-282), não são claras.
A história fala sobre um grande grupo que decidiu tomar alguns barcos romanos e retornar com eles da Europa oriental - alcançando seus lares no estuário do Reno sem grandes perdas passando pela Grécia, Sicília e Gibraltar, embora não sem causar desordem.
Os francos pararam de ser associados com o mar quando outras tribos germânicas, provavelmente saxões, os empurrou para o sul.
Os sálios receberam proteção dos romanos e em troca foram recrutados por Constâncio Galo - junto com os outros habitantes da ilha batava. Todavia, isto não evitou o ataque das tribos germânicas ao norte, especialmente dos Camavos. O subsequente estabelecimento "ousado" dos sálios dentro de território romano em Toxândria (entre os rios Mosa e Escalda nos Países Baixos e Bélgica) foi rejeitado pelo futuro imperador romano Juliano, o Apóstata, que os atacou. Os sálios renderam-se a ele em 358, aceitando os termos romanos.
Uma família sália em especial surge na história franca no começo do século V, no momento apropriado para se tornar em merovíngios - reis sálios da dinastia merovíngia - assim chamados a partir do nome do mítico Meroveu, pai de Quilderico, cujo nascimento foi atribuído a elementos sobrenaturais.
Da década de 420 em diante, liderados por um certo Clódio, eles expandiram seu território ao Somme no norte da França. Eles formaram um reino naquela área com a cidade belga de Tournai se tornando o centro de seus domínios.
Este reino foi estendido depois por Quilderico I e especialmente por Clóvis I, que conquistou o controle da Gália Romana, ou seja, da futura França, nome proveniente dos francos.
Em 451, Flávio Aécio, governante de facto do Império Romano do Ocidente, convocou seus aliados germânicos ao solo romano para ajudá-lo a combater uma invasão dos hunos de Átila.
Os francos sálios responderam ao chamamento e lutaram juntos na batalha dos Campos Cataláunicos, numa aliança temporária com romanos e visigodos, que realmente acabou com a ameaça huna à Europa ocidental.
Clóvis, rei dos francos sálios, tornou-se o governante absoluto de um reino germânico de população mista romano-germânica em 486. Ele consolidou seu governo com vitórias sobre os galo-romanos e sobre todas as outras tribos francas e estabeleceu sua capital em Paris.
Após ter vencido os visigodos e os alamanos, seus filhos empurraram os visigodos para a Península Ibérica e dominaram os burgúndios, alamanos e turíngios.
Após 250 anos desta dinastia, marcada por lutas destrutivas mutuamente, um declínio gradual ocorreu. A posição na sociedade dos merovíngios foi tomada pelos carolíngios, que também vieram de uma região ao norte, próxima do rio Maas, no que agora é a Bélgica e o sul dos Países Baixos.
Na Gália, uma fusão das sociedades romana e germânica estava ocorrendo. Durante o período do domínio merovíngio, os francos relutantemente começaram a adotar o cristianismo, a partir do batismo de Clóvis I em 496, um evento que inaugurou a aliança entre o reino franco e a Igreja Católica Romana. Diferente dos godos e lombardos, que adotaram o arianismo, os sálios adotaram o cristianismo católico logo no início; eles tinham um relacionamento íntimo com sua hierarquia eclesiástica, súbitos e territórios conquistados.
A divisão do reino franco entre os quatro filhos de Clóvis em 511 foi um precedente que influenciaria a história franca por mais de quatro séculos. Até então a Lei Sálica estabelecera o direito exclusivo à sucessão aos descendentes masculinos. Todavia, este princípio revelou-se como um exercício de interpretação, ao invés da simples implementação de um novo modelo de sucessão. Nenhum traço de uma prática estabelecida de divisão territorial pode de fato ser descoberta entre os povos germânicos a não ser entre os francos.
No século IX, se não antes, a divisão entre francos sálios e ripuários tinha na prática se tornado virtualmente inexistente, mas continuou por algum tempo a ter implicações no sistema legal pelo qual uma pessoa poderia ser processada. O adjetivo sálio como aplicado ao povo franco é a origem do nome da Lei Sálica.

## Localização
Quando os romanos chegaram, várias tribos foram localizados na região dos Países Baixos, que residiam nas partes habitáveis mais altas, especialmente no leste e sul. Essas tribos não deixaram registros escritos. Todas as informações conhecidas sobre elas durante este período pré-romano é baseada no que os romanos, mais tarde, escreveram sobre as mesmas.

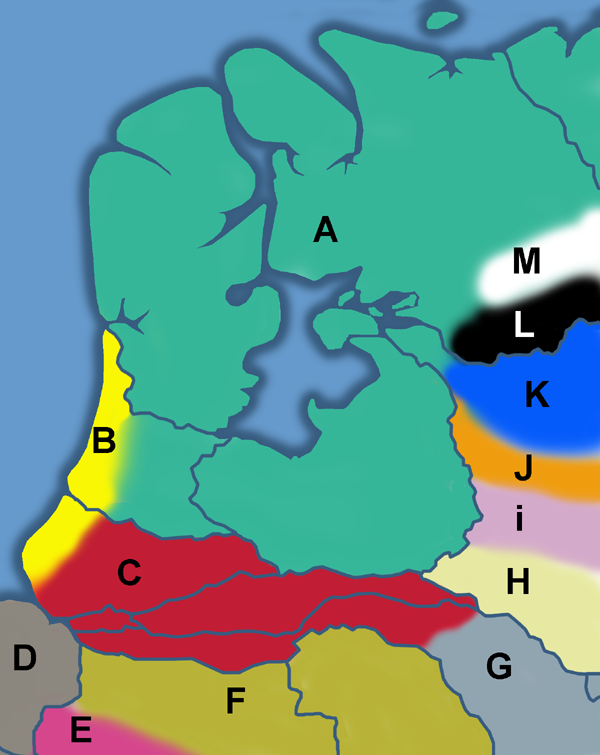
O local aproximado (hoje Holanda) onde as tribos germânicas se assentaram no século I. Os limites exatos são desconhecidos entretanto, e H a M em particular, não devem ser considerados como representações exatas.

As tribos mostrado no mapa à esquerda são:
- A. Frísios,
- B. Caninefates,
- C. Batavos,
- D. Marsos,
- E. Toxandros ou Francos sálios,
- F. Menápios,
- G. Ampsivários,
- H. Camavos,
- I. Sicambros,
- J. Brúcteros,
- K. Tubantes,
- L. Usípetes e
- M. Tencteros.

Outros grupos tribais não mostrados neste mapa, mas associado com a Holanda são:
- Ambianos,
- Catos,
- Catuários,
- Morinos,
- Sálios,
- Tungros e
- Úbios.